# کریستین اندرو
کریستین راجر اندرو (به فرانسوی: Christian Roger Andreu) (زاده ۱۵ نوامبر ۱۹۷۶) یک موسیقیدان فرانسوی، گیتاریست گروه گوژیرا می‌باشد. اندرو در گذشته نیز گیتاریست گروه فامیلیا آرتوس بوده است.

## موسیقی
کریستین اندرو از گروه‌هایی مانند موربید آنجل، متالیکا، دث، اسلیر، تول و موسیقی کلاسیک پذیرفته است. گروه‌های موسیقی مورد علاقه او متالیکا، تول، لاتوردو، باربارا، ژاک برل و ژرژ برسنس می‌باشد.
او همچنین در سال ۲۰۰۷ عضو گروهی به نام فامیلیا آرتوس (Familha Artús) بوده است.